# Elrabolva (televíziós sorozat)
Az Elrabolva (eredeti cím: Taken) 2017-ben bemutatott amerikai televíziós sorozat, az Elrabolva-filmek előzménysorozata. A műsor alkotója Alexander Cary, producere az eredeti filmek készítésében is részt vevő Luc Besson, a történet pedig a filmekben Liam Neeson által megformált Bryan Mills fiatalkorát mutatja be. A karaktert itt Clive Standen játszotta el, mellette a főbb szerepekben Jennifer Beals, Gaius Charles, James Landry Hebert és Michael Irby láthatók.
A sorozatot az Amerikai Egyesült Államokban az NBC adta 2017. február 27. és 2018. június 30. között. Magyarországon először az AXN NOW szolgáltatásra került fel, majd a TV2 mutatta be 2018. október 8-án, a második évad premierje szintén itt volt 2020. március 8-án.

## Cselekmény
Bryan Mills az amerikai Különleges Erők, a "zöldsapkások" visszavonult tagja, aki a sorozat elején szüleihez indul haza húgával vonattal. A szerelvényt azonban terrortámadás éri, és bár Mills végez a merénylőkkel, a tűzharc során húga életét veszti. Az eleinte balesetnek betudott halálról később kiderül, hogy célzott támadás volt a terrorista és drogbáró Carlos Mejiatól, aki ezzel állt bosszút azért, hogy egy kolumbiai akció során Mills végzett Mejia fiával. A bosszútól hajtott Mills elindul levadászni a férfit, azonban szemet vet rá a Nemzetközi Hírszerzés igazgatóhelyettese, Christina Hart, aki hajlandó segíteni Millsnek, feltéve hogy a férfi cserébe csatlakozik hozzájuk.

## Szereplők
| Szereplő       | Színész                 | Magyar hang (AXN NOW-szinkron) | Magyar hang (TV2-szinkron) |
| -------------- | ----------------------- | ------------------------------ | -------------------------- |
| Bryan Mills    | Clive Standen           | Makranczi Zalán                | Galambos Péter             |
| John           | Gaius Charles           | Varga Rókus                    | Varga Rókus                |
| Asha Flynn     | Brooklyn Sudano         | Hábermann Lívia                | Sallai Nóra                |
| Becca Vlasik   | Monique Gabriela Curnen | Zakariás Éva                   | Németh Kriszta             |
| Scott          | Michael Irby            | Dolmány Attila                 | Kapácsy Miklós             |
| Dave           | Jose Pablo Cantillo     | Potocsny Andor                 | Fekete Zoltán              |
| Rem            | James Landry Hébert     | Király Adrián                  | Rékasi Károly              |
| Christina Hart | Jennifer Beals          | Kisfalvi Krisztina             | Kisfalvi Krisztina         |
| Riley          | Jennifer Marsala        | Wégner Judit                   | F. Nagy Erika              |
| Faaron         | Simu Liu                | Pálmai Szabolcs                | Szabó Máté                 |

## Epizódok
| Évad | Évad | Részek száma | Részek száma | Eredeti sugárzás  | Eredeti sugárzás | Eredeti adó | Magyar sugárzás                  | Magyar sugárzás                    | Magyar adó  |
| Évad | Évad | Részek száma | Részek száma | Évadbemutató      | Évadzáró         | Eredeti adó | Évadbemutató                     | Évadzáró                           | Magyar adó  |
| ---- | ---- | ------------ | ------------ | ----------------- | ---------------- | ----------- | -------------------------------- | ---------------------------------- | ----------- |
|      | 1.   | 10           | 10           | 2017. február 27. | 2017. május 1.   | NBC         | 2018. június 2. 2018. október 8. | 2018. június 2. 2018. december 18. | AXN Now TV2 |
|      | 2.   | 16           | 16           | 2018. január 12.  | 2018. június 30. | NBC         | 2020. március 8.                 | 2020. május 10.                    | TV2         |

### 1. évad (2017)
| Sor. | Év. | Cím                          | Rendező        | Író                              | Premier                                                              | Nézettség            |
| ---- | --- | ---------------------------- | -------------- | -------------------------------- | -------------------------------------------------------------------- | -------------------- |
| 1.   | 1.  | Pilot (Pilot)                | Alex Graves    | Alexander Cary                   | 2017. február 27. 2018. június 2. (AXN Now) 2018. október 8. (TV2)   | 7,45 millió 134 ezer |
| 2.   | 2.  | Készen állni (Ready)         | Michael Offer  | Alexander Cary, Joe Loya         | 2017. március 6. 2018. június 2. (AXN Now) 2018. október 15. (TV2)   | 6,09 millió 135 ezer |
| 3.   | 3.  | Les állás (Off Side)         | Tim Matheson   | Anthony Swofford, Wendy West     | 2017. március 13. 2018. június 2. (AXN Now) 2018. október 29. (TV2)  | 5,73 millió 91 ezer  |
| 4.   | 4.  | Mattie (Mattie G)            | Romeo Tirone   | Marjorie David                   | 2017. március 20. 2018. június 2. (AXN Now) 2018. november 5. (TV2)  | 4,72 millió 120 ezer |
| 5.   | 5.  | A svájci (A Clockwork Swiss) | Clark Johnson  | Jordan Hawley                    | 2017. március 27. 2018. június 2. (AXN Now) 2018. november 12. (TV2) | 5,04 millió          |
| 6.   | 6.  | Ave Maria (Hail Mary)        | Lexi Alexander | Mike Daniels                     | 2017. április 3. 2018. június 2. (AXN Now) 2018. november 20. (TV2)  | 4,67 millió          |
| 7.   | 7.  | Szóló (Solo)                 | Elodie Keene   | Alexander Cary, Anthony Swofford | 2017. április 10. 2018. június 2. (AXN Now) 2018. november 27. (TV2) | 4,24 millió          |
| 8.   | 8.  | Leah (Leah)                  | Bill Johnson   | Wendy West                       | 2017. április 17. 2018. június 2. (AXN Now) 2018. december 4. (TV2)  | 4,55 millió          |
| 9.   | 9.  | Kockázat (Gone)              | Romeo Tirone   | Jordan Hawley, Joe Loya          | 2017. április 24. 2018. június 2. (AXN Now) 2018. december 11. (TV2) | 4,43 millió          |
| 10.  | 10. | Megadom magam (I Surrender)  | Holly Dale     | Marjorie David, Mike Daniels     | 2017. május 1. 2018. június 2. (AXN Now) 2018. december 18. (TV2)    | 4,40 millió          |

### 2. évad (2018)
| Sor. | Év. | Cím             | Rendező            | Író                                                                               | Premier                             | Nézettség   |
| ---- | --- | --------------- | ------------------ | --------------------------------------------------------------------------------- | ----------------------------------- | ----------- |
| 11.  | 1.  | S.E.R.E.        | Romeo Tirone       | Greg Plageman, Tony Camerino                                                      | 2018. január 12. 2020. március 8.   | 2,79 millió |
| 12.  | 2.  | Quarry          | Stephen Kay        | Erik Mountain                                                                     | 2018. január 19. 2020. március 8.   | 2,98 millió |
| 13.  | 3.  | Hammurabi       | Lukas Ettlin       | Zak Schwartz                                                                      | 2018. január 26. 2020. március 22.  | 3,14 millió |
| 14.  | 4.  | OPSEC           | Sarah Pia Anderson | Aaron Carew                                                                       | 2018. február 2. 2020. március 22.  | 2,53 millió |
| 15.  | 5.  | Absalom         | Romeo Tirone       | Erik Mountain                                                                     | 2018. március 2. 2020. április 6.   | 2,45 millió |
| 16.  | 6.  | Charm School    | Michael Nankin     | Sanford Golden, Karen Wyscarver                                                   | 2018. március 9. 2020. április 12.  | 2,23 millió |
| 17.  | 7.  | Invitation Only | T.J. Scott         | Andy Callahan                                                                     | 2018. március 16. 2020. április 12. | 3,24 millió |
| 18.  | 8.  | Verum Nocet     | Elodie Keene       | Tony Camerino                                                                     | 2018. március 23. 2020. április 19. | 2,88 millió |
| 19.  | 9.  | All About Eve   | Eduardo Sánchez    | Karen Wyscarver, Sanford Golden                                                   | 2018. március 30. 2020. április 19. | 2,15 millió |
| 20.  | 10. | All About Eve   | Scott Peters       | Brusta Brown, John Mitchell Todd                                                  | 2018. április 6. 2020. április 26.  | 3,01 millió |
| 21.  | 11. | Password        | David Wellington   | Andy Callahan                                                                     | 2018. április 13. 2020. április 26. | 3,01 millió |
| 22.  | 12. | Imperium        | M.J. Bassett       | Brusta Brown, John Mitchell Todd                                                  | 2018. május 26. 2020. április 26.   | 1,76 millió |
| 23.  | 13. | ACGT            | Bill Johnson       | Nicole Demasi                                                                     | 2018. június 2. 2020. május 3.      | 2,06 millió |
| 24.  | 14. | Carapace        | Ruba Nadda         | Zak Schwartz                                                                      | 2018. június 9. 2020. május 3.      | 2,45 millió |
| 25.  | 15. | Render          | Edward Ornelas     | Alexander Cary, Erik Mountain                                                     | 2018. június 23. 2020. május 4.     | 1,75 millió |
| 26.  | 16. | Viceroy         | Chris Fisher       | Történet: Greg Plageman Tévéjáték: Greg Plageman, Karen Wyscarver, Sanford Golden | 2018. június 30. 2020. május 10.    | 1,88 millió |

## Gyártás
2015. szeptemberében jelentette be az NBC, hogy teljes sorozatos berendelést kért egy az Elrabolva-filmek előzményeként funkcionáló sorozathoz, aminek producere az eredeti filmeket is szerző Luc Besson lett és annak cége, a EuropaCorp Television kezdte fejleszteni. 2016. februárjában kiderült, hogy a korábban a Homeland – A belső ellenségen is dolgozó Alexander Cary lesz a sorozat showrunnere, míg rendezőnek és producernek szerződtették Alex Graves-t, akit korábban Primetime Emmy-díjra jelöltek Az elnök emberei-sorozatban nyújtott munkája. miatt. Nem sokkal később jelentették be, hogy Clive Standen kapta meg Bryan Mills szerepét, márciusban pedig a női főszereplőt is megtalálták Jennifer Beals személyében.
A sorozat 10 részes első évada 2017. február 27-én indult, a műsor nemzetközileg pedig sikeres lett, így NBC már 2017. május 9-én berendelte a 16 részes második évadot. Azonban Alex Cary távozott a sorozatból, mivel a csatorna új kreatív irányba akarta azt terelni, Az új showrunner a korábban A célszemélyen is dolgozott Greg Plageman lett, a főszereplő Standen és Beals kívételével pedig a teljes szereplőgárdát lecserélték. Az új évad premierje 2018. január 12-én volt, majd április 18-án az NBC váratlanul leszedte a műsorról és csak május 26-tól adták újra. Az évad június 30-án ért véget, de már május 11-én bejelentették, hogy az alacsony nézettség miatt elkaszálták a sorozatot. A kaszálás után a Universal Television megpróbálta továbbértékesíteni a sorozatot más televízióadóknak, azonban nem jártak sikerrel.